# Volksbank Lingen
Die Volksbank Lingen eG war eine Genossenschaftsbank. Im Jahre 2021 fusionierte die Bank mit der Emsländische Volksbank eG.

## Geschichte

### Von der Gründung bis zum Ende des Zweiten Weltkrieges
Am 21. Juni 1893 gründeten 26 Bürger Lingens die Bank. Sie firmierte als „Spar- und Darlehenskasse, eingetragene Genossenschaft mit unbeschränkter Haftung“. Am 7. Juli 1893 erfolgte die Eintragung in das Genossenschaftsregister beim Amtsgericht Lingen. Das Geldinstitut beruhte auf dem von Friedrich Wilhelm Raiffeisen und Hermann Schulze-Delitzsch propagierten Genossenschaftsprinzip. Es sollte den Mitgliedern verpflichtet, lokal verankert, überregional vernetzt, demokratisch organisiert und an genossenschaftlichen Werten orientiert sein.
In den ersten Jahren seiner Tätigkeit litt das Institut an einer Vertrauenskrise, die aus der 1895 erfolgten Insolvenz der 1853 gegründeten örtlichen Handwerkerkasse resultierte. Gleichwohl stieg die Zahl der Mitglieder bis 1911 auf 156. Ab 1917 konnten Personen Genossenschaftsanteile erwerben, die ihren Wohnsitz in umliegenden Gemeinden hatten.
In den Jahren der Weimarer Republik überstand die Bank mehrere schwere Krisen. Die Hyperinflation als Höhepunkt der Inflation in Deutschland seit 1914 bewirkte, dass das Geldhaus seine Tätigkeit 1924 nach der Umstellung auf die Reichsmark für einige Monate einstellen musste. Das Steigen der Mitgliederzahlen bis Ende 1925 auf 169 deutete die Überwindung der Schwierigkeiten an. 1926 führten die Aktivitäten eines Wechselfälschers jedoch zu Verlusten in einer Gesamthöhe von 75.000 Mark. Diese erneute Krise wurde unter anderem durch die finanzielle Inanspruchnahme der Mitglieder überwunden. Der 1927 berufene Rendant sorgte durch Zulassung hoher Schulden bei Fremdbanken sowie Ausgabe unzureichend besicherter Darlehen und innerfamiliärer Geschäfte zu Lasten der Bank für eine weitere Existenzkrise. Wieder gelang die Sanierung durch die genossenschaftliche Solidarität der Mitglieder.
1927 mietete die Bank erstmals gesonderte Räume an. Bis dahin fanden Bankgeschäfte in Privaträumen statt. Zum Jahreswechsel 1927/1928 erfolgte dann der Umzug in ein Gebäude direkt hinter dem historischen Rathaus der Stadt. 1928 firmierte die Bank um, sie nannte sich „Spar- und Leihbank, Lingen (Ems), eingetragene Genossenschaft mit unbeschränkter Haftung“. 1931 zog sie erneut um, diesmal in eigene Räume. Ihr Geschäftssitz lag nun in einem 1583 errichteten Gebäude am Markt (heute: Kivelingshaus). Die Zahl der Mitglieder lag 1932 bei 214, ein Jahr später bei 242.
1940 wurde die Haftung der einzelnen Mitglieder auf 1.000 Mark begrenzt.  Am 7. März 1944 erfolgte eine weitere Namensänderung. Die Bank nannte sich nun „Raiffeisen-Bank Lingen/Ems, eingetragene Genossenschaft mit beschränkter Haftung“ bzw. „Raiffeisenbank Lingen-Ems e.G.m.b.H.“

### Von der Währungsreform bis zur Gegenwart
Nach Ende des Zweiten Weltkrieges belastete die allgemeine Geldentwertung alle Bankgeschäfte. 1946 wurden dennoch neue und größere Räumlichkeiten bezogen (Markt 17). Mit der Währungsreform im Juni 1948 – zu diesem Zeitpunkt hatte die Genossenschaftsbank 253 Mitglieder – begann der stete Aufschwung der Wirtschaft, an dem auch die Raiffeisenbank in Lingen teilhatte. 1950 zählte sie 402 Mitglieder. 1951 überstieg die Bilanzsumme die Schwelle von 1 Million DM. 1952 hatte sich die Mitgliederzahl im Vergleich zu 1948 fast verdoppelt, sie lag nun bei 497. 1955 zählte die Bank 682 Mitglieder und wies eine Bilanzsumme von 1,7 Mio. DM aus. Auch die Einlagen wuchsen. 1948 beliefen sie sich auf 156.308 DM. Ende 1952 lag dieser Wert bei 1.346.185 DM.
Die Entwicklung der 1950er Jahre setzte sich im Folgejahrzehnt fort. 1960 zählte die Bank 845 Mitglieder, die Bilanzsumme lag bei 5,1 Mio. DM. 1967 überstieg die Mitgliederzahl die Tausender-Marke, sie lag zum Jahresende bei 1.068, die Bilanzsumme lag bei 11,687 Mio. DM. 1964 beschleunigte sich die Verarbeitung von Bankdaten durch die Einführung eines Lochkartensystems. In den 1960er Jahren expandierte die Bank zudem in der Fläche: Sie gründete Zweigstellen in Baccum (1962), in Laxten (1966) und in Damaschke (1968) sowie zwei Filialen im Stadtgebiet Lingens (Meppener Straße und Rheiner Straße). Die erste Zweigstelle der Raiffeisenbank Lingen e.G. existierte damals bereits seit rund zwei Jahrzehnten, sie war 1948 in Dalum errichtet worden.
1970 fusionierte die Bank mit den Raiffeisenbanken in Bramsche, Lohne-Wietmarschen und Holthausen, die alle bis dahin selbstständig agiert hatten. Das Gründungsjahr der Genossenschaftsbank in Lohne lag lange zurück: Sie war am 19. November 1896  als „Spar- und Darlehenskasse Lohne“ errichtet worden. Die Raiffeisenbank in Lohne hatte zusammen mit der Filiale in Wietmarschen zum Fusionszeitpunkt 708 Mitglieder. Auch das Institut in Holthausen-Biene hatte eine lange Tradition, seine Gründung fand am 16. März 1897 statt. 1969 zählte sie mehr als 400 Mitglieder. Die Gründung der „Spar- und Darlehenskasse“ in Bramsche war am 12. April 1904 erfolgt.
Die fusionierte Bank zählte im Jahr 1972 3.200 Mitglieder und wies eine Bilanzsumme von 51 Millionen DM aus. Am 30. September 1973 begann der Geschäftsbetrieb im neu erbauten Gebäude in der Innenstadt Lingens, in der sich noch heute die Hauptstelle befindet. 1974 wurde das Genossenschaftsgesetz geändert. Fortan wurde die Generalversammlung der Mitglieder durch eine Vertreterversammlung abgelöst (pro 50 Mitglieder ein Vertreter). 1978 überschritt die Bilanzsumme die 100-Millionen-Schwelle, 118  Millionen DM wurden ausgewiesen. Mit Wirkung zum 1. Januar 1979 übernahm die Raiffeisenbank Lingen eine Außenstelle der Volksbank Osnabrück. Mitte 1979 nannte sie sich deshalb um und firmierte unter „Volksbank Lingen eG“. Ende 1979 wies die Mitgliederliste 4.569 Namen aus.
Am 16. November 1983 war der Erweiterungsbau der Filiale Stadtmitte in der Lookenstraße vollendet. Als erstes Lingener Geldinstitut verfügte die Volksbank anschließend über einen Selbstbedienungsraum mit Geldausgabeautomaten. 1985 erreichte die Mitgliederzahl die Marke von 5.000, zum Jahresende 1987 zählte die Bank 6.001 Mitglieder. 1992 lag die Zahl der Mitglieder dann bei 7.324, die Bilanzsumme belief sich auf 376,2 Mio. DM. 1999 fusionierte die Bank mit der „Volksbank Bawinkel eG“. Diese war damals an drei Standorten vertreten: in Bawinkel (Gründung am 22. November 1885 unter Federführung von August Degen), in Brögbern (seit dem 17. Oktober 1959) und in Osterbrock (seit dem 5. Oktober 1960). Für das Jahresende 1999 gab die fusionierte Bank eine Mitgliederzahl von 11.038 an, die Bilanzsumme belief sich auf 807 Mio. DM. 2005 enthielt die Mitgliederliste 12.997 Namen, die Bilanzsumme war auf 499,6 Mio. Euro angewachsen.
Zum 1. Januar 2014 fusionierte die Volksbank Lingen eG mit der „Volksbank Langen-Gersten eG“. Diese Bank mit Standorten in Langen und Gersten hatte zum Jahresende 2013 1.301 Mitglieder. Das Geschäftsjahr 2013 schloss sie mit einer Bilanzsumme von 47,2 Millionen Euro ab. Die 1921 in Langen beziehungsweise 1923 in Gersten gegründeten Genossenschaftsbanken hatten sich 1961 zusammengeschlossen.
Im Geschäftsjahr 2017 überschritt die Bilanzsumme erstmals die Grenze von einer Milliarde Euro. Im Jahre 2021 fusionierten schließlich die Volksbank Lingen und die Emsländischen Volksbank.

## Aktuelle Situation

### Geschäftszahlen
|                                  | 2014   | 2015   | 2016   | 2017    | 2018    | 2019    | 2020    |
| -------------------------------- | ------ | ------ | ------ | ------- | ------- | ------- | ------- |
| Bilanzsumme (in Mio. Euro)       | 871,8  | 912,6  | 970,1  | 1.060,6 | 1.067,6 | 1.112,2 | 1.221,0 |
| Einlagen (in Mio. Euro)          | 524    | 577,0  | 637,1  | 705,6   | 718,3   | 763,4   | 838,2   |
| Kredite an Kunden (in Mio. Euro) | 653,5  | 678,1  | 703    | 741,5   | 765     | 784,4   | 836,5   |
| Kunden                           | 43.768 | 43.950 | 44.000 | 44.900  | 45.000  | 45.500  | 46.000  |
| Mitglieder                       | 19.011 | 19.712 | 20.110 | 20.260  | 20.293  | 20.484  | 20.694  |

### Standorte
Seit 2014 ist die Bank an 15 Standorten vertreten. In der Stadt Lingen sind das Altenlingen, Baccum, Bramsche, Brögbern, Darme, Holthausen-Biene, Laxten und die Filiale Stadtmitte in der Innenstadt. Außerhalb Lingens sind das Bawinkel, Dalum, Gersten, Langen, Lohne, Osterbrock und Wietmarschen.

### Partnerorganisationen
Die Bank arbeitete mit den Spezialinstituten der Genossenschaftlichen Finanzgruppe Volksbanken Raiffeisenbanken zusammen. Ziel war es, auf diesem Weg die Möglichkeiten eines Allfinanz-Dienstleisters bieten zu können.
Sie arbeitete mit folgenden Verbundpartnern:
- Bausparkasse Schwäbisch Hall
- Deutscher Genossenschafts-Verlag
- DZ Bank
- DZ Hyp
- DZ Privatbank
- Fiducia & GAD IT
- Geno-Bit
- Münchener Hyp
- Reisebank
- R+V Versicherung
- Teambank (easyCredit)
- Union Investment
- VR Agrarberatung
- VR Payment
- VR Smart Finanz
- VR-Networld

### Führung und Personal
Den Vorstand der Bank bildeten Jürgen Hölscher (seit 2010) und Carsten Schmees (seit 2016). Der Aufsichtsrat bestand aus neun Personen, Christine Wöste leitete das Gremium.
Zum Jahresende 2020 beschäftigte die Bank 204 Mitarbeiter, hinzu kamen 26 Auszubildende und Praktikanten.

### Corporate Social Responsibility
In der Region förderte die Bank eine Reihe von Projekten und Einrichtungen im Bereich der bildenden Kunst und Kultur, des Sports, der Sozialarbeit, der Hilfsorganisationen, der Bildung oder Maßnahmen zur Erhaltung und Ausgestaltung historischer Bauten. 2017 gehörte die Volksbank Lingen zu den Gründern der Wohnungsbaugenossenschaft Lingener Wohnbau eG, die vor Ort Wohnraum schaffen will.
Ferner regte die Bank Schüler zu eigenen Erfahrungen im Genossenschaftswesen an, indem sie Schülergenossenschaften unterstützte.

## Anhang